# Coupe du Liechtenstein de football 1995-1996
Navigation
Édition précédente Édition suivante
La coupe du Liechtenstein 1995-1996 de football est la 51e édition de la Coupe nationale de football, la seule compétition nationale du pays en l'absence de championnat.
La finale est disputée à Triesen, le 16 mai 1996, entre le FC Vaduz et l'USV Eschen/Mauren. 
Le FC Vaduz remporte le trophée en battant l'USV Eschen/Mauren. Il s'agit du 26e titre de l'histoire du club dans la compétition. Grâce à ce succès, le club assure sa participation à la prochaine édition de la Coupe d'Europe des vainqueurs de coupe.

## 1ertour
Le FC Vaduz et le USV Eschen/Mauren sont exemptés de ce tour. Les matchs du FC Ruggell et du FC Ruggell II sont donnés vainqueurs à leur adversaire car Ruggell avait fait jouer un joueur inéligible.
| Équipe 1             | Résultat    | Équipe 2       |
| -------------------- | ----------- | -------------- |
| FC Ruggell II        | 0 - 3 5 - 0 | FC Triesen II  |
| FC Balzers II        | 0 - 2       | FC Triesenberg |
| FC Triesenberg II    | 0 - 5       | FC Schaan      |
| USV Eschen/Mauren II | 0 - 9       | FC Balzers     |
| FC Schaan II         | 3 - 0 2 - 3 | FC Ruggell     |
| FC Vaduz II          | 1 - 0       | FC Triesen     |

## Quarts de finale
| Équipe 1       | Résultat | Équipe 2          |
| -------------- | -------- | ----------------- |
| FC Triesen II  | 0 - 4    | USV Eschen/Mauren |
| FC Vaduz II    | 1 - 4    | FC Schaan         |
| FC Schaan II   | 0 - 8    | FC Balzers        |
| FC Triesenberg | 0 - 6    | FC Vaduz          |

## Demi-finales
| Équipe 1          | Résultat | Équipe 2   |
| ----------------- | -------- | ---------- |
| FC Vaduz          | 3 - 2    | FC Balzers |
| USV Eschen/Mauren | 3 - 2    | FC Schaan  |

## Finale
| 16 mai 1996 | FC Vaduz | 1 - 0 | USV Eschen/Mauren | Triesen |  |
|             |          |       |                   |         |  |

- Le FC Vaduz se qualifie pour la Coupe d'Europe des vainqueurs de coupe 1996-1997.